# Cristian Rodríguez
Cristian Gabriel Rodríguez Barotti (1985. szeptember 30. –) uruguayi labdarúgó, jelenleg a spanyol Atlético Madrid és az uruguayi labdarúgó-válogatott középpályása.